# C Pfalz 61

Zeichnung zu C Pfalz 61 nach Blatt 033

Bei den C Pfalz 61 handelt es sich um zweiachsige Abteilwagen, die für die Pfälzischen Eisenbahnen gebaut wurden. Sie wurden im Wagenstandsverzeichnis der Königlich Bayerischen Staatsbahnen – linksrheinisches Netz – von 1913 unter den Blatt-Nr. 033 (gebremst) und 034 (ungebremst) aufgeführt.

## Beschaffung
Zwischen 1861 und 1874 wurde eine größere Anzahl von Abteilwagen mit identischen Abmessungen und Baugrundsätzen beschafft, die in der Folge sowohl als Gattung C als auch als CPost und ab 1907 als Gattung D geführt wurden. Es handelte sich dabei sowohl um ungebremste als auch um gebremste Fahrzeuge. Die Beschaffung erfolgte auf Rechnung aller drei Teilgesellschaften.

## Verbleib
Schon im Wagenverzeichnis von 1913 waren einzelne Wagen nicht mehr aufgeführt. Auf Grund des Alters der Wagen ist nicht zu vermuten, dass diese 1920 noch von der Reichsbahn übernommen wurden.

## Konstruktive Merkmale

### Untergestell
Der Fahrgestell-Rahmen: Der Wagen war noch in kombinierter Holz- und Eisenbauweise aufgebaut. So waren die äußeren Längsträger Profileisen während die Pufferbohlen und alle Querträger aus Holz waren. Die äußeren Längsträger hatten doppelte T-Form. Als Zugeinrichtung hatten die Wagen Schraubenkupplungen, die Zugstange war durchgehend und mittig gefedert. Als Stoßeinrichtung besaßen die Wagen Stangenpuffer mit einer beidseitigen Einbaulänge von 600 mm bei den ungebremsten Wagen. Bei den gebremsten Wagen war auf der Seite des Bremserhauses die Einbaulänge 800 mm.

### Laufwerk
Die Wagen hatten genietete Fachwerkachshalter aus Flacheisen mit der kurzen, geraden Bauform. Gelagert waren die Achsen in geteilten Gleitachslagern. Die Räder hatten Speichenradkörper und einen Raddurchmesser von 1.024 mm. Die lang gestreckte Federung war mit einfachen Laschen in den Federböcken befestigt. Die Wagen gab es in gebremster und ungebremster Ausführung. Die Bremsen wirkten beidseitig auf alle Räder.

### Wagenkasten
Der Wagenkasten bestand aus einem hölzernen Ständerwerk, die seitlichen Wände waren nach unten leicht eingezogen, die Stirnwände gerade. Das Dach hatte nur eine flache Rundung. Bei den Wagen in der gebremsten Ausführung war auf einer Seite ein hochgesetztes, nur einseitig zugängliches Bremserhaus vor die Stirnwand gesetzt. Die Wagen hatten insgesamt fünf Abteile der 3. Klasse mit je 10 Sitzen. Die Wagen hatten alle lange, seitliche Laufbretter mit Haltestangen am Wagenkasten.
Bei den Wagen nach Blatt-Nr. 033 und 034 gab es keine Durchgänge zwischen den Abteilen.
Als Beleuchtung hatten die Wagen zwei Gasleuchten, die in das Dach eingebaut waren. Der zur Versorgung notwendige Druckbehälter mit einem Volumen von 280 Litern hing in Fahrtrichtung unter dem Wagenkasten.
Die Beheizung erfolgte über einen Ofen, der zwischen zwei Abteilen aufgestellt war. Ein Teil der ungebremsten Fahrzeuge erhielt auch eine Dampfheizung.
Zur Belüftung besaßen die Wagen Kiemenlüfter über den Fenstern und den Abteiltüren.

## Wagennummern
Die Daten sind den im Literaturverzeichnis aufgeführten verschiedenen Wagenpark-Verzeichnissen der Pfälzischen Eisenbahnen und der Kgl.Bayer.Staatseisenbahnen – Pfälzisches Netz, sowie den Büchern von Emil Konrad (Reisezugwagen der deutschen Länderbahnen, Band II) und  Albert Mühl (Die Pfalzbahn) entnommen.
| Blatt-Nr. Herstelld.         | Blatt-Nr. Herstelld.         | Blatt-Nr. Herstelld.         | Gattungszeichen je Epoche Wagennummern je Epoche | Gattungszeichen je Epoche Wagennummern je Epoche | Gattungszeichen je Epoche Wagennummern je Epoche | Gattungszeichen je Epoche Wagennummern je Epoche | Gattungszeichen je Epoche Wagennummern je Epoche | Gattungszeichen je Epoche Wagennummern je Epoche | Gattungszeichen je Epoche Wagennummern je Epoche | Gattungszeichen je Epoche Wagennummern je Epoche | Fahrwerk      | Fahrwerk | Fahrwerk                  | Fahrwerk                  | Fahrwerk                  | Ausstattung               | Ausstattung               | Ausstattung                                         | Ausstattung                                         | Ausstattung                                         | Ausstattung                                         | Ausstattung                                         | Ausstattung | Ausstattung | Zusatzinfos                              |
| Bau- jahr                    | Her- steller                 | Anz.                         | 1902                                             | 1913                                             | Rep. 1919                                        | DR (ab 1923)                                     | DRG (ab 1930)                                    | DRG Umbau                                        | Ausge- mustert                                   | letzt. Heimat-Bf.                                | Anz. Ach- sen | LüP      | Unt. Gest.                | Achs sen Art              | Brem- sen                 | Bl.                       | Hz.                       | Art u.Anz. Abteile (Sitze je Klasse) [Mil. Nutzung] | Art u.Anz. Abteile (Sitze je Klasse) [Mil. Nutzung] | Art u.Anz. Abteile (Sitze je Klasse) [Mil. Nutzung] | Art u.Anz. Abteile (Sitze je Klasse) [Mil. Nutzung] | Art u.Anz. Abteile (Sitze je Klasse) [Mil. Nutzung] | Mil.        | Mil.        | Bemerkung                                |
| Blatt-Nr. aus WV von Gattung | Blatt-Nr. aus WV von Gattung | Blatt-Nr. aus WV von Gattung | 18 1902 C.                                       | 33 1913 C.                                       |                                                  | C Pfalz 61                                       |                                                  |                                                  |                                                  |                                                  |               |          | (siehe jeweilige Legende) | (siehe jeweilige Legende) | (siehe jeweilige Legende) | (siehe jeweilige Legende) | (siehe jeweilige Legende) | A                                                   | I.                                                  | II.                                                 | III.                                                | IV.                                                 | O           | M           | auf Rechnung der Ludwigsbahngesellschaft |
| ---------------------------- | ---------------------------- | ---------------------------- | ------------------------------------------------ | ------------------------------------------------ | ------------------------------------------------ | ------------------------------------------------ | ------------------------------------------------ | ------------------------------------------------ | ------------------------------------------------ | ------------------------------------------------ | ------------- | -------- | ------------------------- | ------------------------- | ------------------------- | ------------------------- | ------------------------- | --------------------------------------------------- | --------------------------------------------------- | --------------------------------------------------- | --------------------------------------------------- | --------------------------------------------------- | ----------- | ----------- | ---------------------------------------- |
| 1864                         | Rft.                         | 9                            | 122                                              | 122                                              |                                                  |                                                  |                                                  |                                                  | <1923                                            |                                                  | 2             | 9.100    | H,E                       | b                         | Sp. Sbr.                  | G                         | Of                        |                                                     |                                                     |                                                     | 5 48                                                |                                                     |             | 38          |                                          |
| 1861                         | Rft.                         | 9                            | 123                                              |                                                  |                                                  |                                                  | im WV von 1913 nicht mehr vor- handen            | D                                                | 2 Abteile für Gefangenentransport                |                                                  | 2             | 9.100    | H,E                       | b                         | Sp. Sbr.                  | G                         |                           |                                                     |                                                     |                                                     | 5 48                                                |                                                     |             | 38          |                                          |
| 1861                         | Rft.                         | 9                            | 124                                              |                                                  |                                                  |                                                  | im WV von 1913 nicht mehr vor- handen            | Of.                                              |                                                  |                                                  | 2             | 9.100    | H,E                       | b                         | Sp. Sbr.                  | G                         |                           |                                                     |                                                     |                                                     | 5 48                                                |                                                     |             | 38          |                                          |
| 1861                         | Rft.                         | 9                            | 125                                              |                                                  |                                                  |                                                  | im WV von 1913 nicht mehr vor- handen            | D.                                               |                                                  |                                                  | 2             | 9.100    | H,E                       | b                         | Sp. Sbr.                  | G                         |                           |                                                     |                                                     |                                                     | 5 48                                                |                                                     |             | 38          |                                          |
| 1862                         | Rft.                         | 9                            | 126                                              |                                                  |                                                  |                                                  | im WV von 1913 nicht mehr vor- handen            | D.                                               |                                                  |                                                  | 2             | 9.100    | H,E                       | b                         | Sp. Sbr.                  | G                         |                           |                                                     |                                                     |                                                     | 5 48                                                |                                                     |             | 38          |                                          |
| 1862                         | Rft.                         | 9                            | 127                                              |                                                  |                                                  |                                                  | im WV von 1913 nicht mehr vor- handen            | D.                                               |                                                  |                                                  | 2             | 9.100    | H,E                       | b                         | Sp. Sbr.                  | G                         |                           |                                                     |                                                     |                                                     | 5 48                                                |                                                     |             | 38          |                                          |
| 1862                         | Rft.                         | 9                            | 128                                              |                                                  |                                                  |                                                  | im WV von 1913 nicht mehr vor- handen            | D.                                               |                                                  |                                                  | 2             | 9.100    | H,E                       | b                         | Sp. Sbr.                  | G                         |                           |                                                     |                                                     |                                                     | 5 48                                                |                                                     |             | 38          |                                          |
| 1862                         | Rft.                         | 9                            | 129                                              |                                                  |                                                  |                                                  | im WV von 1913 nicht mehr vor- handen            | Of.                                              |                                                  |                                                  | 2             | 9.100    | H,E                       | b                         | Sp. Sbr.                  | G                         |                           |                                                     |                                                     |                                                     | 5 48                                                |                                                     |             | 38          |                                          |
| 1862                         | Rft.                         | 9                            | 130                                              |                                                  |                                                  |                                                  | im WV von 1913 nicht mehr vor- handen            | Of.                                              |                                                  |                                                  | 2             | 9.100    | H,E                       | b                         | Sp. Sbr.                  | G                         |                           |                                                     |                                                     |                                                     | 5 48                                                |                                                     |             | 38          |                                          |
| 1871                         | W.F.L.                       | 11                           | 133                                              |                                                  |                                                  |                                                  |                                                  |                                                  | im WV von 1913 nicht mehr vor- handen            |                                                  | 2             | 9.100    | H,E                       | b                         | Sp. Sbr.                  | G                         | Of                        |                                                     |                                                     |                                                     | 5 48                                                |                                                     |             | 38          |                                          |
| 1871                         | W.F.L.                       | 11                           | 134                                              |                                                  |                                                  |                                                  |                                                  |                                                  | im WV von 1913 nicht mehr vor- handen            |                                                  | 2             | 9.100    | H,E                       | b                         | Sp. Sbr.                  | G                         | Of                        |                                                     |                                                     |                                                     | 5 48                                                |                                                     |             | 38          |                                          |
| 1871                         | W.F.L.                       | 11                           | 137                                              |                                                  |                                                  |                                                  | D.                                               |                                                  | im WV von 1913 nicht mehr vor- handen            |                                                  | 2             | 9.100    | H,E                       | b                         | Sp. Sbr.                  | G                         |                           |                                                     |                                                     |                                                     | 5 48                                                |                                                     |             | 38          |                                          |
| 1871                         | W.F.L.                       | 11                           | 138                                              |                                                  |                                                  |                                                  | D.                                               |                                                  | im WV von 1913 nicht mehr vor- handen            |                                                  | 2             | 9.100    | H,E                       | b                         | Sp. Sbr.                  | G                         |                           |                                                     |                                                     |                                                     | 5 48                                                |                                                     |             | 38          |                                          |
| 1871                         | W.F.L.                       | 11                           | 139                                              |                                                  |                                                  |                                                  | Of.                                              |                                                  | im WV von 1913 nicht mehr vor- handen            |                                                  | 2             | 9.100    | H,E                       | b                         | Sp. Sbr.                  | G                         |                           |                                                     |                                                     |                                                     | 5 48                                                |                                                     |             | 38          |                                          |
| 1871                         | W.F.L.                       | 11                           | 140                                              |                                                  |                                                  |                                                  | D.                                               |                                                  | im WV von 1913 nicht mehr vor- handen            |                                                  | 2             | 9.100    | H,E                       | b                         | Sp. Sbr.                  | G                         |                           |                                                     |                                                     |                                                     | 5 48                                                |                                                     |             | 38          |                                          |
| 1872                         | W.F.L.                       | 11                           | 182                                              |                                                  |                                                  |                                                  | D.                                               |                                                  | im WV von 1913 nicht mehr vor- handen            |                                                  | 2             | 9.100    | H,E                       | b                         | Sp. Sbr.                  | G                         |                           |                                                     |                                                     |                                                     | 5 48                                                |                                                     |             | 38          |                                          |
| 1873                         | W.F.L.                       | 11                           | 184                                              | 184                                              |                                                  |                                                  | <1923                                            | Of.                                              |                                                  |                                                  | 2             | 9.100    | H,E                       | b                         | Sp. Sbr.                  | G                         |                           |                                                     |                                                     |                                                     | 5 48                                                |                                                     |             | 38          |                                          |
| 1873                         | W.F.L.                       | 11                           | 185                                              |                                                  |                                                  |                                                  | <1913                                            | D.                                               |                                                  |                                                  | 2             | 9.100    | H,E                       | b                         | Sp. Sbr.                  | G                         |                           |                                                     |                                                     |                                                     | 5 48                                                |                                                     |             | 38          |                                          |
| 1872                         | W.F.L.                       | 11                           | 186                                              |                                                  |                                                  |                                                  | <1913                                            | Of.                                              |                                                  |                                                  | 2             | 9.100    | H,E                       | b                         | Sp. Sbr.                  | G                         |                           |                                                     |                                                     |                                                     | 5 48                                                |                                                     |             | 38          |                                          |
| 1872                         | W.F.L.                       | 11                           | 187                                              | 187                                              |                                                  |                                                  | <1923                                            | Of.                                              |                                                  |                                                  | 2             | 9.100    | H,E                       | b                         | Sp. Sbr.                  | G                         |                           |                                                     |                                                     |                                                     | 5 48                                                |                                                     |             | 38          |                                          |

| 1871/73        |                | 2              | 156  | 156  |  |            |  |  |      | Ll;             | 2 |  | G               | O               |  |    |    | 48 |    |                 |                                             |
| 1871/73        | 177            | 2              | 177  |      |  |            |  |  | O;D; | Ll;             | 2 |  | G               |                 |  |    |    | 48 |    |                 |                                             |
| Blatt-Nr. 034  | Blatt-Nr. 034  | Blatt-Nr. 034  | C    | C    |  | C Pfalz 61 |  |  |      | (siehe Legende) |   |  | (siehe Legende) | (siehe Legende) |  | 1. | 2. | 3. | 4. | (siehe Legende) | ungebremst auf Rechnung der Nordbahn        |
| 1871/73        |                | 1              | 3070 | 3070 |  |            |  |  |      | Ll;             | 2 |  | G               | O; D;           |  |    |    | 48 |    |                 |                                             |
| Blatt-Nr. 034> | Blatt-Nr. 034> | Blatt-Nr. 034> | C    | C    |  | C Pfalz 61 |  |  |      | (siehe Legende) |   |  | (siehe Legende) | (siehe Legende) |  | 1. | 2. | 3. | 4. | (siehe Legende) | ungebremst auf Rechnung der Maximiliansbahn |
| 1871/73        |                | 1              | 5068 | 5068 |  |            |  |  |      | Ll;             | 2 |  | G               | O; D;           |  |    |    | 48 |    |                 |                                             |